# ...Ma cosa vuoi che sia una canzone...
...Ma cosa vuoi che sia una canzone... è il primo album in studio del cantautore italiano Vasco Rossi, pubblicato il 25 maggio 1978.

## Descrizione
La registrazione di questo LP di debutto inizia nel 1976, ed il disco viene pubblicato il 25 maggio del 1978. Il tecnico del suono che ha curato le registrazioni è Maurizio Biancani.
Le canzoni hanno ancora uno stampo cantautorale, anche se affiorano spunti rock che verranno sviluppati maggiormente in futuro.
L'album contiene le due canzoni del singolo pubblicato l'anno precedente, Jenny/Silvia (le versioni del 33 giri sono diverse da quelle del singolo), ed è anticipato dal 45 giri La nostra relazione/...E poi mi parli di una vita insieme, pubblicato quindici giorni prima il 10 maggio 1978.
La prima versione dell'album (con in copertina una chitarra temperata) esce in sole 20 000 copie. Il disco viene passato in prevalenza dalle radio libere.
L'album fu prevalentemente commercializzato nelle sole Emilia Romagna e Lombardia.
Da notare la presenza tra i musicisti di tre dei fondatori degli Stadio: Gaetano Curreri (che sul retro della copertina si firma con lo pseudonimo Bethoten, citato all'inizio della canzone Ambarabaciccicoccò: "Vai col pianino bito'!"), Giovanni Pezzoli e Ricky Portera, e del batterista forlivese Gilberto Rossi, soprannominato "Attila", che aveva suonato negli anni sessanta nel gruppo beat I Baci con Jimmy Villotti e Claudio Golinelli (a sua volta in seguito bassista di Vasco Rossi) e che negli anni successivi diventerà il batterista di Ivan Graziani.
Inizia già da ora la collaborazione con Maurizio Solieri che suona la chitarra in Ed il tempo crea eroi.
Per quel che riguarda le edizioni, le canzoni del disco sono edite dalle Edizioni musicali Sarabandas, tranne Silvia e Jenny è pazza, edite dalle Edizioni musicali Borgatti e ...E poi mi parli di una vita insieme (coedizione tra le Sarabandas e le Borgatti).

### Le diverse edizioni e stampe
La prima stampa del disco, del 1978, edita dalla Lotus ha numero di catalogo LOP12802 e presenta l'immagine di una matita colorata bianca, appena temperata, che sotto il truciolo attorcigliato diventa la tastiera di una chitarra. Successivamente, numerose sono state le ristampe anche dovute alle cessioni del catalogo temporanee prima, e definitiva poi, da parte di Lotus/Saar, nonché dall'esplosione del successo del cantante. Fra le varie, con grafica via via modificata, si segnalano:
- quella con etichetta Phoenix nel 1982 (PHOL 11310, foto di Vasco Rossi in un concerto con tratti di pennarello a colore)
- Orizzonte di Dischi Ricordi, nel 1985 (ORL 8742, foto di Vasco Rossi ripresa dallo specchietto di un'automobile con contorni grigi).
- La Sony ha recentemente ristampato una copia identica a quella originale del 1978, su LP.

## Tracce
Lato A
Testi e musiche di Vasco Rossi.
1. La nostra relazione – 3:00
2. ...e poi mi parli di una vita insieme – 4:27
3. Silvia – 3:31
4. Tu che dormivi piano (volò via) – 4:17

Lato B
Testi e musiche di Vasco Rossi.
1. Jenny è pazza – 7:11
2. Ambarabaciccicoccò – 4:00
3. Ed il tempo crea eroi – 3:28
4. Ciao (strumentale) – 1:22

## Formazione
Musicisti
- Vasco Rossi - voce, chitarra acustica, chitarra a 12 corde
- Riccardo Bellei - seconda voce[3]
- Enzo Troiano - chitarra elettrica
- Giovanni Oleandri - basso
- Gaetano Curreri - tastiera
- Gilberto Rossi - batteria
- Maurizio Solieri - chitarra acustica in Ed il tempo crea eroi
- Giovanni Pezzoli - batteria in Tu che dormivi piano
- Dino Melotti - flauto, sax
- Lauro Minzoni - flauto, percussioni
- Paolo Giacomoni - violino elettrico
- Iskra Menarini, Ricky Portera - cori

Produzione
- Alan Taylor - produzione
- Maurizio Biancani - ingegneria del suono
- Luciano Tallarini - copertina
- Mirko Giardini - copertina
- Francesco Costantini - fotografie
- Marco Manzini - fotografo dal vivo

## Classifiche
| Classifica (1996) | Posizione massima |
| ----------------- | ----------------- |
| Italia            | 27                |
| Classifica (2017) | Posizione massima |
| Italia            | 21                |